# Cometaster
Cometaster là một chi bướm đêm thuộc họ Erebidae.